# Sint-Jozefhuis
Aan het Achterom in de Noord-Hollandse stad Hoorn staat het voormalige rooms-katholieke Armen- en Weeshuis Sint-Jozef (ook wel het Sint-Jozefhuis genoemd). Het gebouw werd in de 18e eeuw gebouwd als instelling voor weeskinderen van katholieke huize. In latere tijden kwamen hier ook ouderen bij die niet langer zelfstandig konden wonen. De functie van bejaardentehuis werd tot 1982 vervuld.

## Geschiedenis
In 1770 werd toestemming gevraagd om een armenhuis voor oudere rooms-katholiek minder bedeelden op te mogen richten in Hoorn. Dit verzoek werd gedaan op voorbede van Amsterdam en Haarlem. In 1772 werd verzocht om ook arme jongeren op te mogen nemen. In dat jaar werd toestemming verleend door de Burgemeesters en Vroedschappen. De bouw van het beoogde complex begon in 1773. Een jaar later was het complex, toen nog De Barmhartigheid geheten, af. Vanaf 1853 ressorteerde het tehuis onder de Congregatie van de Zusters van het Goddelijke Kind. In 1884 werd de vleugel aan de achterkant verbouwd. De vleugel was voorzien van een galerij die dichtgezet werd om meer ruimte te bieden. In 1896 werden de zusters vervangen door zusters van de Congregatie van de Zusters van de Voorzienigheid. Nog hetzelfde jaar werd er een nieuwe kapel gebouwd. De naam De Barmhartigheid werd in 1904 omgedoopt in het RK Wees- en Oudeliedenhuis. Deze naam bleef 50 jaar behouden, in 1954 werd de naam Berjaardenhuis St. Jozefhuis aangenomen. Twee jaar later vertrokken de laatste wezen. In 1964 werd het interieur van de kapel ingrijpend gewijzigd, omdat deze niet meer aan de eisen van de tijd voldeed. Vanaf 1970 kregen de religieuze zusters niet meer de boventoon, er werd voortaan gewerkt op lekenbasis. De religieuze zusters werkten echter 24 uur per dag, ook als zij officieel geen dienst hadden, dit deden zij echter op basis van hun religie.
In 1978 werd bekend dat het bejaardentehuis de deuren zou moeten gaan sluiten. Doordat meer mensen zelfstandig bleven wonen liep het aantal bewoners gestaag terug. Dat jaar waren er nog 61 bewoners, terwijl er een capaciteit was van 67. Er werd toen ook besloten om het bejaardentehuis op natuurlijke wijze leeg te laten lopen. In 1980 werd besloten om het Sint Jozefhuis in Hoorn te laten fuseren met het in 1954 opgerichte gelijknamige huis in Westerblokker. Er werd tevens besloten om een nieuw tehuis te laten behouw waarin de bewoners uit beide tehuizen samen zouden komen. Dit kwam mede doordat voor de Hoornse binnenstad een vanuit Den Haag verplichte opnamestop wast opgelegd. Er zouden zich ook te veel bedden in de binnenstad bevinden ten opzichte van het totaal aantal bejaarden dat in Hoorn woonde. Nog in 1980 kwamen er ook plannen om het te sluiten Jozefhuis om te bouwen tot zelfstandige wooneenheden voor ouderen. Vergelijkbaar met de flat met aanleunwoningen die al bij het Sint Jozefhuis hoorde. Op 15 september 1982 verlieten de laatste rooms-katholieke zusters het Sint-Jozefhuis. In 1984 sloot het Sint Jozefhuis de deuren voor de ouderen. In 1986 gingen de deuren open voor jongeren die er ieder hun eigen woning zouden kunnen betrekken. Er kwamen 31 zelfstandige woningen voor jongeren en ouderen. Een aantal ruimtes zijn gemeenschappelijk, zo is er een centrale ruimte voor alle bewoners om daar hun hobby's te beoefenen. Een aantal bewoners hebben ook een gemeenschappelijke woonkamer en keuken gekregen. Hierdoor is er een vorm van centraal wonen ontstaan.
Het complex is in 1981 gerestaureerd door Stichting Stadsherstel Hoorn. In 1986 werden de schilderingen in de stijlkamers gerestaureerd door restaurator Ruud Veltkamp. De rest van de kamers werd ook gerestaureerd middels een subsidie van het vlak daarvoor opgerichte Nationaal Restauratiefonds. Omdat deze restauratie de eerste was voor de nieuwe stichting kwam de voorzitter, mr. Pieter van Vollenhoven, zelf de cheque overhandigen. Na de restauratie gebruikte Stichting Stadsherstel Hoorn de twee kamers als bestuur- en vergaderkamers. Het bestuur van Stadsherstel bleef tot 1991 kantoor houden in het Jozefhuis. Vanaf 1991 houdt Stichting Nederlandse Kaap Hoornvaarders kantoor in de stijlkamers, in de overige ruimtes van het complex zijn de jongerenwoningen gebouwd. Deze woningen worden beheerd door Intermaris.

## Exterieur

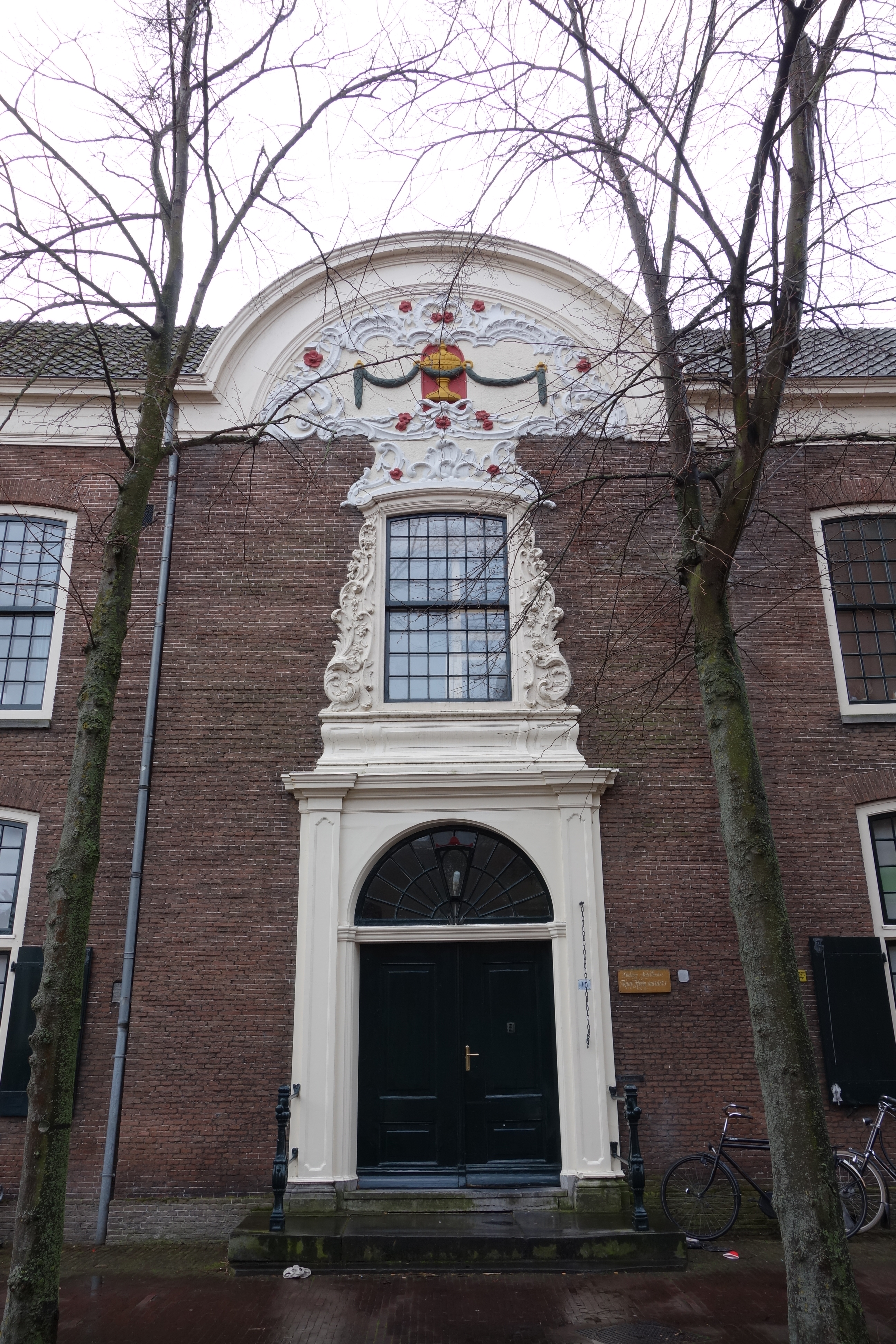
De middenrisaliet met ornamenten

Het gebouw is carré-vormig, het is vierkant met in het midden een binnentuin. Het bestaat dus uit een hoofdgebouw met haaks erop twee vleugels en daar dan weer tussen een vierde vleugel.
De voorgevel bestaat uit een licht risalerende middenpartij met aan de uiteinden van de gevel een hoekpilaster. In elke helft van de gevels twee maal vier vensters. Alle bovenlichten hebben een licht gebogen strek. De middenrisaliet heeft een halfrond fronton met daaronder een venster omgeven door acanthusbladeren in de stijl van Lodewijk XV, verder naar boven in het fronton neigt het over te gaan in een Lodewijk XVI-stijl. Het fronton toont een siervaas staande op een witte strik. Aan de siervaas twee guirlandes, elk hangend aan een gouden ring. In de rand rondom de vaas zijn rocailles aangebracht met daarin een aantal rode bloemen.

## Interieur
In het voorste bouwdeel bevinden zich nog twee stijlkamers met plafondschilderingen. Aan de rechterzijde van het portiek bevindt zich de regentenkamer, aan de linkerzijde de kleinere regentessenkamer. Zowel de regentenkamer als de regentessekamer zijn voorzien van beschilderde plafonds en behang. Door de gerende gevel zijn de beide kamers niet perfect rechthoekig. De behangsels bestaan uit beschilderd linnen en rond 1780 geplaatst.
De schoorsteenmantels, beide van marmer, in de twee kamers dragen een mahoniehouten schoorsteenboezem. De haardboezem is door meesterschilder H.G. van Kleef, afkomstig uit Zwolle, geschilderd. In de regentessekamer is boven de schoorsteenmantel een schildering geplaatst in de vorm van een allegorie van de Barmhartigheid. In het plafond is in een houten lijst in de vorm van een ovale vierpas een allegorie van de Liefdadigheid geschilderd. De allegorie bestaat uit twee vrouwen, een van hen houdt de Hoorn des overvloeds vast, de andere vrouw heeft geen attributen vast. De dame met de Hoorn des overvloeds heeft links van haar een mannenfiguur. Verder zijn de drie figuren omgeven door meerdere putti, waarvan het merendeel vleugels heeft. Een aantal putti hebben geen engelenvleugels, maar insectenvleugels. De compartimenten die hierdoor zijn ontstaan zijn voorzien van "gehoute" decoraties. Drie van de wanden in de kamer zijn voorzien van beschilderd behang. Alleen de wand met de toegangsdeur heeft geen behang, deze is voorzien van een houten betimmering. De beschilderde vlakken van het behang, allen gemaakt door Johannes ten Broeck, zijn voorzien van bloemranken en linten. Daartussen zijn ook symbolen voor de kunsten en de jaargetijden weergegeven. Links van de open haard de winter, voorgesteld door een bootshaak, mof en een paar schaatsen. Rechts van de open haard is muziek afgebeeld aan de hand van een hoorn, houten fluit en bladmuziek.
Ook op het plafond in de regentenkamer is een allegorie op de Liefdadigheid (Caritas) aangebracht. Zowel dit stuk, als het schilderwerk op de haardboezem (dat verloren is gegaan) zijn van de hand van H.G. van Kleef. Boven de deur naar de hal hangt een dubbelportret van de oprichters van het tehuis.

### Foto's

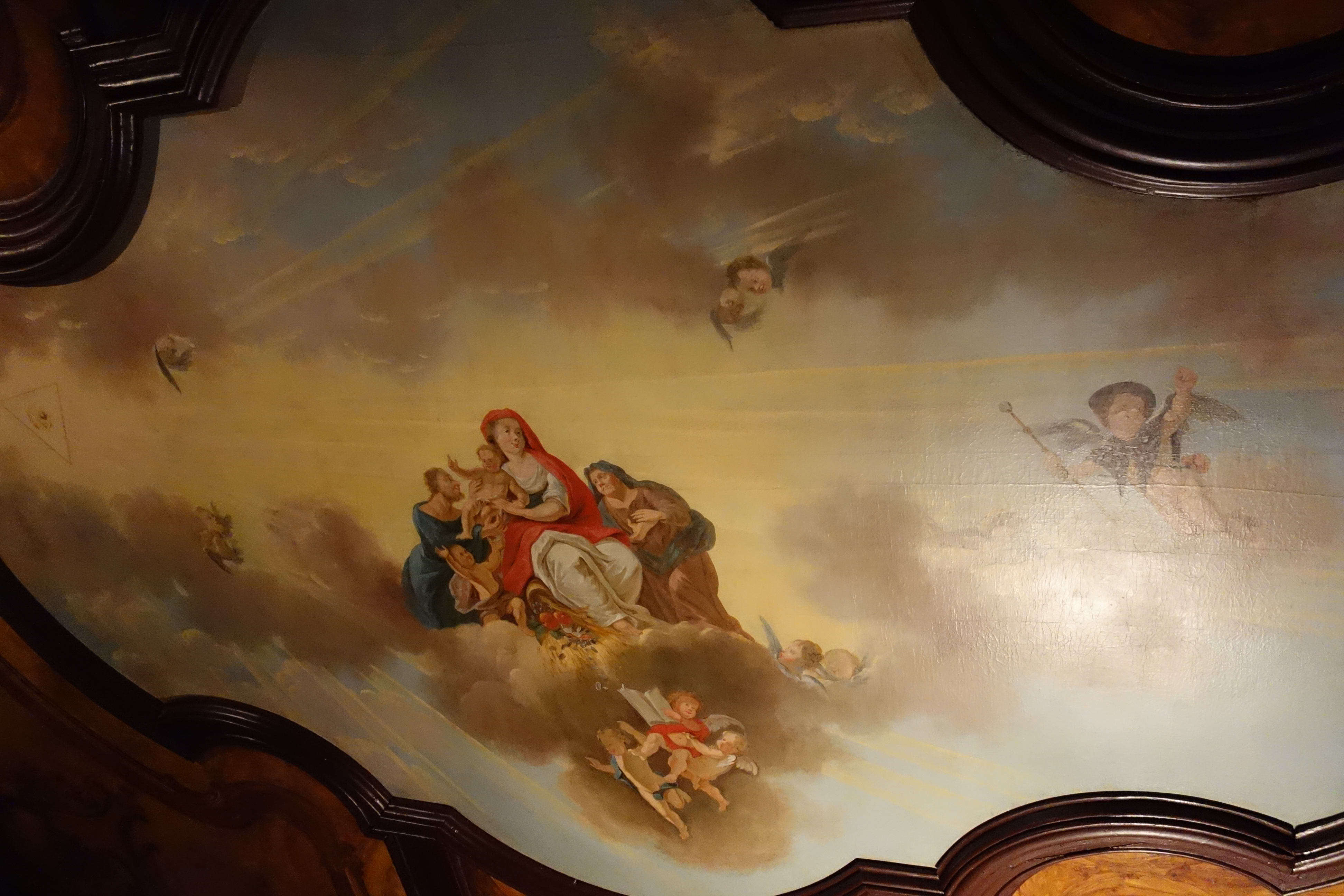
Plafondschildering in de regentenkamer
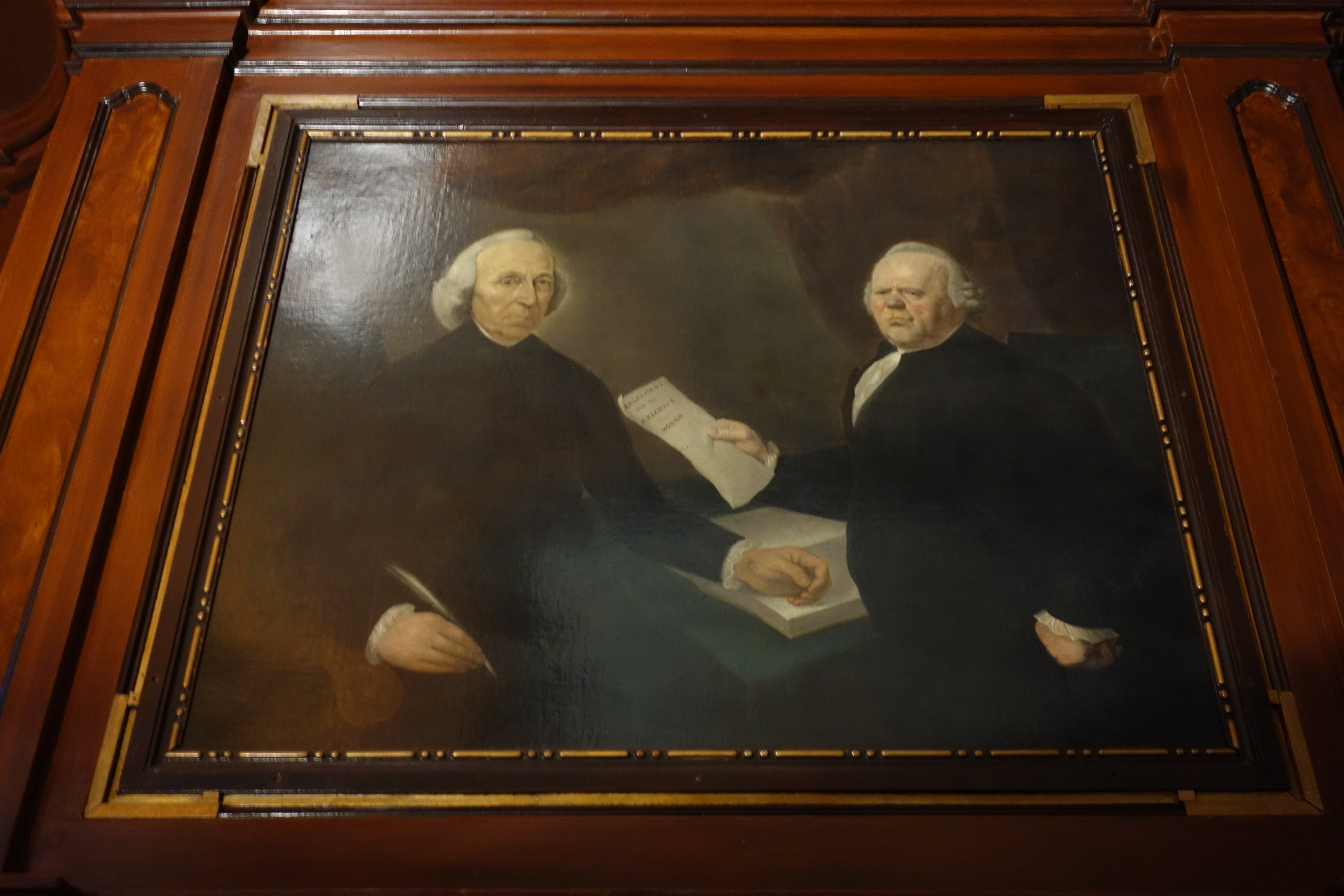
Supraporte boven de toegangsdeur in de regentenkamer
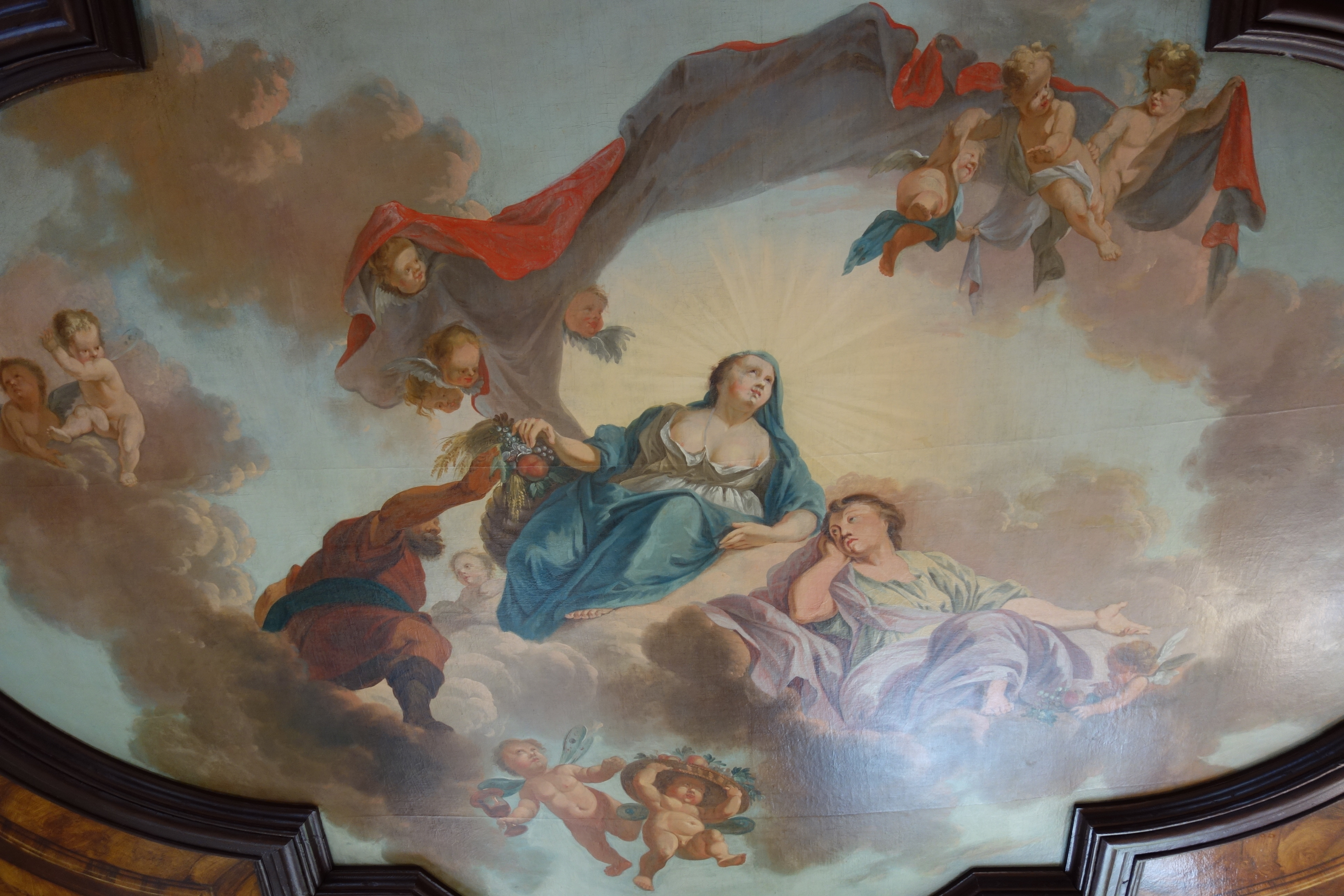
Plafondschildering in de regentessekamer
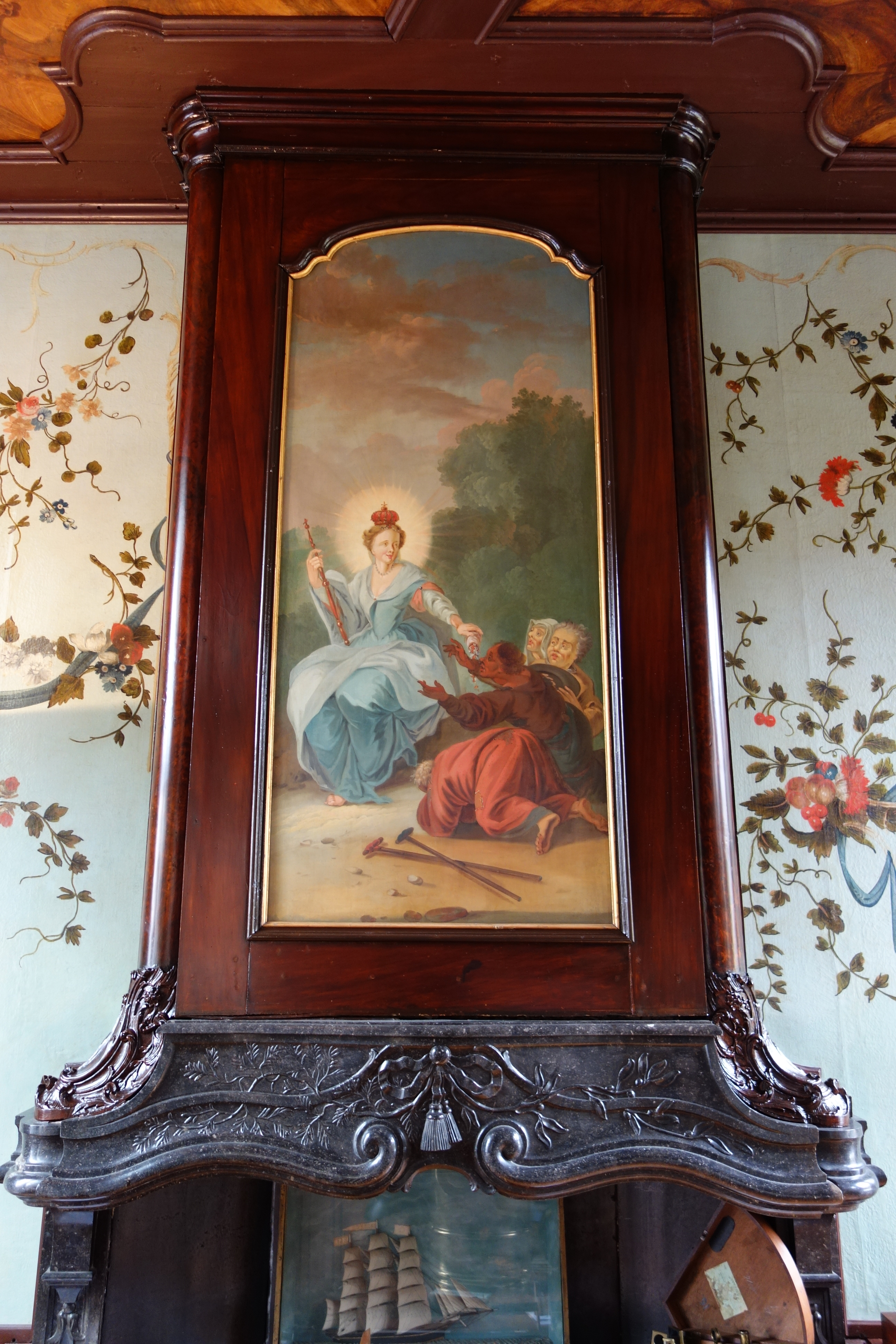
Schoorsteenmantel met beschildering in de regentessekamer